# Calle Arbat
La calle Arbat (del ruso: У́лица Арба́т) es una calle peatonal de un kilómetro de largo, aproximadamente, en el centro histórico de Moscú, Rusia. Popularmente conocida como «el Arbat», ha existido por lo menos desde el siglo XV, por lo que se trata de una de las calles más antiguas que sobreviven en la capital rusa. Constituye el corazón del distrito moscovita de Arbat. Originalmente la calle formaba parte de una importante ruta comercial y aquí vivía un gran número de artesanos.
En el siglo XVIII, la nobleza rusa llegó a considerar la calle Arbat como el salón de mayor prestigio en Moscú, resultando destruida casi completamente por un gran incendio durante la ocupación de Napoleón de Moscú en 1812 y hubieron de reconstruirla. En los siglos XIX y XX se la conocía como el lugar donde vivía la pequeña nobleza, artistas y académicos. En la época soviética vivían allí muchos funcionarios gubernamentales de alto rango.
Hoy en día la calle y sus alrededores están experimentando una gentrificación y se considera un lugar deseable para vivir. Debido a los muchos edificios históricos y los numerosos artistas que han vivido y trabajado en la calle, la calle Arbat es también una importante atracción turística.